# Sven Holm
Sven Holm (ur. 4 kwietnia 1940 w Kopenhadze, zm. 11 maja 2019) – duński pisarz.

## Życiorys
W 1961 opublikował swój pierwszy zbiór opowiadań, „Den store fjende” („Wielki wróg”); w tytułowym opowiadaniu opisał, jak wiejski kościół nad urwiskiem stopniowo kruszy się i wpada do morza – wieś jest metaforą społeczeństwa, które wypaczyło się przez politykę i w którym chęć prosperowania stała się najważniejszym celem i spełnieniem człowieka. W opowiadaniu „Det private Liv” („Prywatne życie”) podczas kryzysu małżeńskiego bohater uświadamia sobie, że przedmioty materialne uzurpowały sobie najważniejsze znaczenie w jego życiu. W większości powieści zajmuje się różnymi formami społecznego wykorzystywania – „Syg og munter” („Chory i szczęśliwy”, 1972) traktuje o biedzie, „Jomfrutur” („Podróż panny”) o zepsuciu języka, „Atlanterkysten” (1967) o ignorancji. W 1971 napisał poemat prozą „Syv passioner” („Siedem pasji”) poruszał temat ludzkiego cierpienia i przedstawił utopijną alternatywę dla załamania psychicznego i przewidywanego upadku zachodniego stylu życia.